# Henri Sérouya
Henri Sérouya, né le 4 avril 1895 à Jérusalem en Palestine et mort le 23 août 1968 à Clichy,, est un philosophe français spécialisé dans l'ésotérisme religieux. Son père, Joseph Seroya, est ottoman (même s'il a une résidence à Paris). 

## Biographie
Après une formation de lettres, Henri Sérouya se spécialise d'abord dans l'esthétique, la philosophie politique et la pensée existentialiste. Il se fait naturaliser français à Rambouillet le 2 août 1931. Il devient ensuite l'auteur de plusieurs articles et ouvrages, notamment une, Philosophie de la paix.
Étudiant Le problème philosophique de la Guerre et de la Paix, Sérouya marque sa volonté de se tenir à l'écart de la politique pour n'envisager que le côté psychologique. Connu pour ses idées d'originales à ce sujet, il a le projet de célébrer à sa manière en 1932 le tricentenaire de Baruch Spinoza, en consacrant un ouvrage à ce philosophe.
Il devient par la suite la référence en matière de Kabbale. Par son approche révolutionnaire de ce concept, il estime que toute la gnose « sérieuse » est sortie de la Kabbale et que, d'une manière générale, la gnose a été considérée comme légitime dans le judaïsme. Il y met en exergue les traits de la métaphysique qui se rattachent à l'essence divine. Il développe les origines de la Kabbale et particulièrement son caractère mystique. Il considère également l'existence d'une « loi sexuelle de la Zohar ».
Henri Sérouya a également écrit des ouvrages concernant la pensée arabe. À cet égard, dans son approche, il n'essaie pas tant de comprendre la civilisation arabe de l'intérieur en suivant sa croissance organique et son développement, que d'établir sa relation avec d'autres civilisations.
Il meurt à Paris en 1968.

## Œuvres
- La Pensée arabe, éditions Que sais-je ?, 1967
- Le Mysticisme, éditions Que sais-je ?, 1961
- Maïmonide : Sa vie, son œuvre, avec un exposé de sa philosophie, 1964
- La Kabbale, 1964
- Sur les traces de Rembrandt et de Spinoza, 1964
- La Pensée arabe, 1960
- Les Esséniens, 1959
- L'œuvre mystique de Saint Jean de la Croix en son rapport en son rapport avec la pensée juive, 1959
- Bergson et la Kabbale, 1959
- Les Philosophies de l'existence, une nouvelle conception de la philosophie, 1957
- Le Sens de la création, 1957
- Aspects des travaux de Lévy-Bruhl, 1957
- Hommage à Lucien Lévy-Bruhl, 1857-1939, 1957
- L'Entente des hommes en rapport avec la guerre et la paix, 1956
- La Obra filosófica de Maimonides, 1956
- La Kabbale, du point de vue religieux, philosophique et historique, 1956
- L'Œuvre philosophique de Maimonide, 1956
- Le mysticisme, 1956
- Encore le cas Spinoza, 1955
- Le Mysticisme dans la philosophie, 1954
- Les Esséniens, secte mystique et thérapeutique, 1951
- La Nature réelle de la philosophie, 1950
- Aspect métaphysique de la guerre et de la paix, 1948
- Spinoza, sa vie, sa philosophie, 1947
- La Kabbale, ses origines, sa psychologie mystique sa métaphysique, 1947

- Prix Kastner-Boursault 1949 de l’Académie française
- Le Problème philosophique de la guerre et de la paix, 1946
- La Philosophie de Maïmonide, 1936
- Initiation à la philosophie contemporaine, 1933
- Spinoza, sa vie et sa philosophie, 1933
- Le Problème philosophique de la guerre et de la paix, 1932
- Initiation à la peinture d'aujourd'hui, 1931